# Cantón de Labruguière
El cantón de Labruguière era una división administrativa francesa, que estaba situada en el departamento de Tarn y la región de Mediodía-Pirineos.

## Composición
El cantón estaba formado por siete comunas:
- Escoussens
- Labruguière
- Lagarrigue
- Noailhac
- Saint-Affrique-les-Montagnes
- Valdurenque
- Viviers-lès-Montagnes

## Supresión del cantón de Labruguière
En aplicación del Decreto n.º 2014-170 de 17 de febrero de 2014, el cantón de Labruguière fue suprimido el 22 de marzo de 2015 y sus 7 comunas pasaron a formar parte; tres del nuevo cantón de La Montaña Negra, tres del nuevo cantón de Mazamet-1 y una del nuevo cantón de El Pastel.